# Marquis et ducs de Loulé

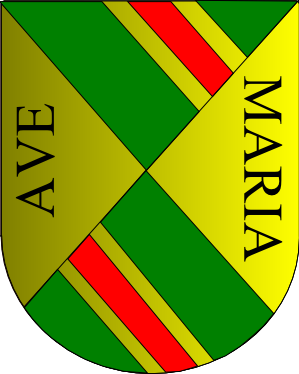
Armes des ducs de Loulé.

Les titres de marquis puis de duc de Loulé sont des titres de noblesse portugais, dont les titulaires sont apparentés à la maison de Bragance.
Le titre de marquis de Loulé est créé, le 6 juillet 1799, par un décret du régent de Portugal et des Algarves, le futur roi Jean VI de Portugal, en faveur de son ami Agostinho de Mendoça. Le fils de ce dernier est ensuite élevé au rang et au titre de duc de Loulé par un décret du roi Louis Ier de Portugal, daté du 3 octobre 1862.

## Histoire
Issu d'une ancienne famille de la noblesse portugaise, Agostinho de Mendoça, 8e comte de Vale de Reis, est élevé au rang et titre de marquis de Loulé par un décret de son ami le régent Jean de Portugal, le 6 juillet 1799.
Le 5 décembre 1827, le fils d'Agostinho, Nuno de Mendoça, 2e marquis de Loulé, épouse l’infante Anne de Jésus Marie de Bragance (1806-1857), la plus jeune fille du roi Jean VI, qui lui donne cinq enfants mais meurt avant son élévation au rang ducal.
Le 3 octobre 1862, le roi Louis Ier de Portugal élève son grand-oncle, le 2e marquis de Loulé et 9e comte de Vale de Reis, au titre de duc de Loulé. Le roi le remercie ainsi pour avoir servi le Royaume à plusieurs reprises en tant que Premier ministre de Portugal.
Le fils cadet de dona Costança Berquó de Mendoça Rolim de Moura Barreto (1889-1965), 4e duchesse de Loulé, dom João Pedro Folque de Mendoça Rolim de Moura Barreto (né en 1924) épouse en 1947 Maria Emilia Palha van Zeller Botelho Neves, la fille du député portugais Pedro Augusto Pinto da Fonseca Botelho Neves, et le fils cadet de dom João Pedro, dom José Pedro Folque de Mendoça [Rolim de Moura Barreto] (né en 1957) épouse en 1982 Maria Margarida Pereira Bastos dos Anjos Rocha, la fille du grand entrepreneur portugais et président du Sporting Clube de Portugal, João António dos Anjos Rocha.
L'actuel titulaire du titre de (6e) duc de Loulé est dom Pedro Folque de Mendoça Rolim de Moura Barreto (né en 1958), aîné des descendants du 1er duc de Loulé et de l'infante Anne de Jésus. Considérant les prétentions de dom Duarte Pio de Bragança, duc de Bragance, comme illégitimes (l'ancêtre de celui-ci – Michel de Portugal – ayant été déchu de ses droits dynastiques pour lui et tous ses descendants en 1838), Pedro revendique la couronne de Portugal – sous le nom de Pedro de Mendoça e Bragança –, soutenu en cela par le Parti populaire monarchiste, en tant que chef de la « branche constitutionnelle » de la maison royale du Portugal (de nationalité portugaise sans interruption et dans le prolongement de la monarchie constitutionnelle et libérale de la troisième et dernière maison de Bragance, opposée à la monarchie absolutiste migueliste).

## Liste des marquis de Loulé
1. Agostinho Domingos José de Mendoça Rolim de Moura Barreto (1780-1824)
2. Nuno José Severo de Mendoça Rolim de Moura Barreto (1804-1875)

## Liste des ducs de Loulé
1. Nuno José Severo de Mendoça Rolim de Moura Barreto (1804-1875), 9e comte de Vale de Reis, 2e marquis de Loulé, puis 1er duc de Loulé (1862) ; 
- Il a épousé l'infante Anne de Jésus de Portugal, fille du roi Jean VI de Portugal ;
2. Pedro José Agostinho de Mendoça Rolim de Moura Barreto (1830-1909), fils aîné des précédents ;
- Il a épousé une fille du 2e comte de Belmonte ;
3. Maria Domingas José de Mendoça Rolim de Moura Barreto (1853-1928), fille aînée des précédents ;
4. Costança Maria da Conceição Berquó de Mendoça Rolim de Moura Barreto (1889-1965), nièce de la précédente ;
- Fille unique de João Maria Cabral da Câmara Berquó (fils de João Bernardo Dias Gurgel do Amaral [qui fut adopté par le second époux de sa mère, João Maria da Gama Freitas Berquó, marquis brésilien de Cantagalo], renommé João Bernardo Dias Berquó, et d'une descendante des alcaides-mores du château de Belmonte) ; 
- Elle a épousé José Pedro de Bastos Feio Folque[1] (descendant par son père du lieutenant-général Pedro Folque[4],[5] [commandant dans l'armée de Catalogne[5]] et de José Cordeiro Feio, 1er vicomte das Fontainhas, mort sans postérité masculine) ; il portait le titre de 12e comte jure uxoris de Vale de Reis[6] ;
5. Alberto Nuno Carlos Rita Folque de Mendoça Rolim de Moura Barreto (1923-2003), fils aîné des précédents ;
- Il a épousé une arrière-petite-fille (en ligne masculine) du 1er comte de Margaride[7] ;
6. Pedro José Folque de Mendoça Rolim de Moura Barreto (1958- ), fils aîné des précédents ; 
- Il a épousé une descendante directe (en ligne masculine) de Mgr Manoel Pinto da Fonseca (68e grand maître de l'ordre de Saint-Jean de Jérusalem à Malte) et matrilinéairement (en ligne féminine) d'origine séfarade[8].

## Généalogie
```
                                            
Jean VI
                                  Agostinho Domingos José de
                                          (1767-1826)                              Mendoça Rolim de Moura Barreto
                                        Roi de Portugal                                    (1780-1824)
                                               |                                       
1
er
 
marquis
 de Loulé
                                               |                                                |
                   ____________________________|____________________                            |
                   |                           |                   |                            |
             
Pierre 
I
er
/IV
                 
Michel 
I
er
        Ana de Jesus Maria←-----→
Nuno José Severo
 de
              (1798-1834)                 (1802-1866)         (1806-1857)        |  Mendoça Rolim de Moura Barreto
              Emp.du Brésil             Roi de Portugal         Infante          |         (1804-1875)
             Roi de Portugal                   |                                 |      
2
e
 
marquis
 de Loulé
                   |                           |                                 |       
1
er
 
duc
 de Loulé

          _________|___________                |                                 |
          |                   |                |                                 |
       
Maria II
           
Pierre II
       
Michel Janvier
                 Pedro José Agostinho
     (1819-1853)         (1825-1891)       (1853-1927)            de Mendoça Rolim de Moura Barreto
  Reine de Portugal     Emp.du Brésil      Prétendant                       (1830-1909)
          |                   |                |                       
3
e
 
marquis
 de Loulé
          |                   |                |                         
2
e
 
duc
 de Loulé

Maison royale de Saxe-
        |           
Édouard Nuno
                           |

Cobourg-Gotha-Bragance
        |            (1907-1976)                           |
          |                   |            Prétendant                            |
          |                   |                |                                 |
          |                   |                |                                 |
      
Maria Pia
       
Maison impériale
     
Édouard Pio
                    
Maison de Loulé

     (1907-1995)      
Orléans-Bragance
     (né 1945)
Duchesse de 
Bragance
                       Prétendant
```

## Source
- (pt) Cet article est partiellement ou en totalité issu de l’article de Wikipédia en portugais intitulé « Duque de Loulé » (voir la liste des auteurs).